# William Raban
William Raban (* 1948 in Fakenham, Norfolk) ist ein britischer Regisseur von Experimentalfilmen.

## Leben und Werk
William Raban ist 1948 in England geboren. Seine ersten Filme entstanden während seiner Studienzeit an der Saint Martin’s School of Art, an der er 1971 den Bachelor machte. Den Master erhielt er 1974 an der University of Reading. Von 1972 bis 1976 leitete William Raban die London Film-Makers' Co-op und von 1977 bis 1981 gab er die Zeitschrift Filmmakers´Europe heraus. Hochschullehrer war Raban von 1976 bis 1989 an der Saint Martin’s School of Art, bevor er zur University of the Arts London wechselte. Er ist Redaktionsmitglied der Filmzeitschrift Vertigo und Mitglied der Royal Society of Arts.
Seit Ende der 1960er Jahre drehte William Raban über fünfzig Filme, von denen viele London und die Themse zum Thema haben. Er war 1977 Teilnehmer der documenta 6 in Kassel.
Zusammen mit Isabelle Inghillieri, Nina Danino and Tina Keane betätigt sich Raban auf dem Gebiet des Video painting.